# Beaufort, Victoria
Beaufort är en ort i Australien. Den ligger i kommunen Pyrenees och delstaten Victoria, omkring 150 kilometer väster om delstatshuvudstaden Melbourne. Antalet invånare var 1 539 vid folkräkningen 2016.